# Hội chứng VACTERL
Hội chứng VATER (tiếng Anh: VATER syndrome) hoặc là Tập hợp VACTERL (VACTERL association) là một tổng hợp những khuyết tật hoặc bất thường bẩm sinh. Lý do nó thường được gọi là một tập hợp hay liên kết, chứ không phải là một hội chứng riêng lẻ là trong khi tất cả các khuyết tật bẩm sinh được liệt kê tại đây nhưng không đi sâu vào nguyên nhân cũng như không tìm hiểu gen hay bộ gen nào đã gây ra những khuyết tật bẩm sinh này.
Mỗi trẻ sơ sinh với khuyết tật này có thể vẫn khác nguyên nhân với bất cứ đứa trẻ nào khác. Nguyên nhân của những trường hợp dị tật trong liên kết này vẫn đang tranh cãi. Tập hợp VACTERL có thể được liên kết với các điều kiện khác tương tự như tại Hội chứng dị tật cột sống (Klippel–Feil syndrome) và Hội chứng dị tật tai mũi họng (còn gọi là "Hội chứng Goldenhar" - Goldenhar syndrome, theo tên người tìm ra là Maurice Goldenhar).
Không trường hợp cụ thể nào có vấn đề di truyền hay nhiễm sắc thể đã được xác định hay chứng minh với tổng hợp VACTERL. VACTERL thường được thấy ở những thai nhi và trẻ sơ sinh có một số khiếm khuyết hay rối loạn nhiễm sắc thể như Hội chứng rối loạn nhiễm sắc thể 18 (còn gọi là Hội chứng Edwards hay Trisomy 18) và thường xuyên hơn là được thấy ở trẻ sơ sinh của các bà mẹ bị bệnh tiểu đường. Tuy nhiên, rất có thể VACTERL gây ra bởi nhiều yếu tố khác.

## Từ ngữ

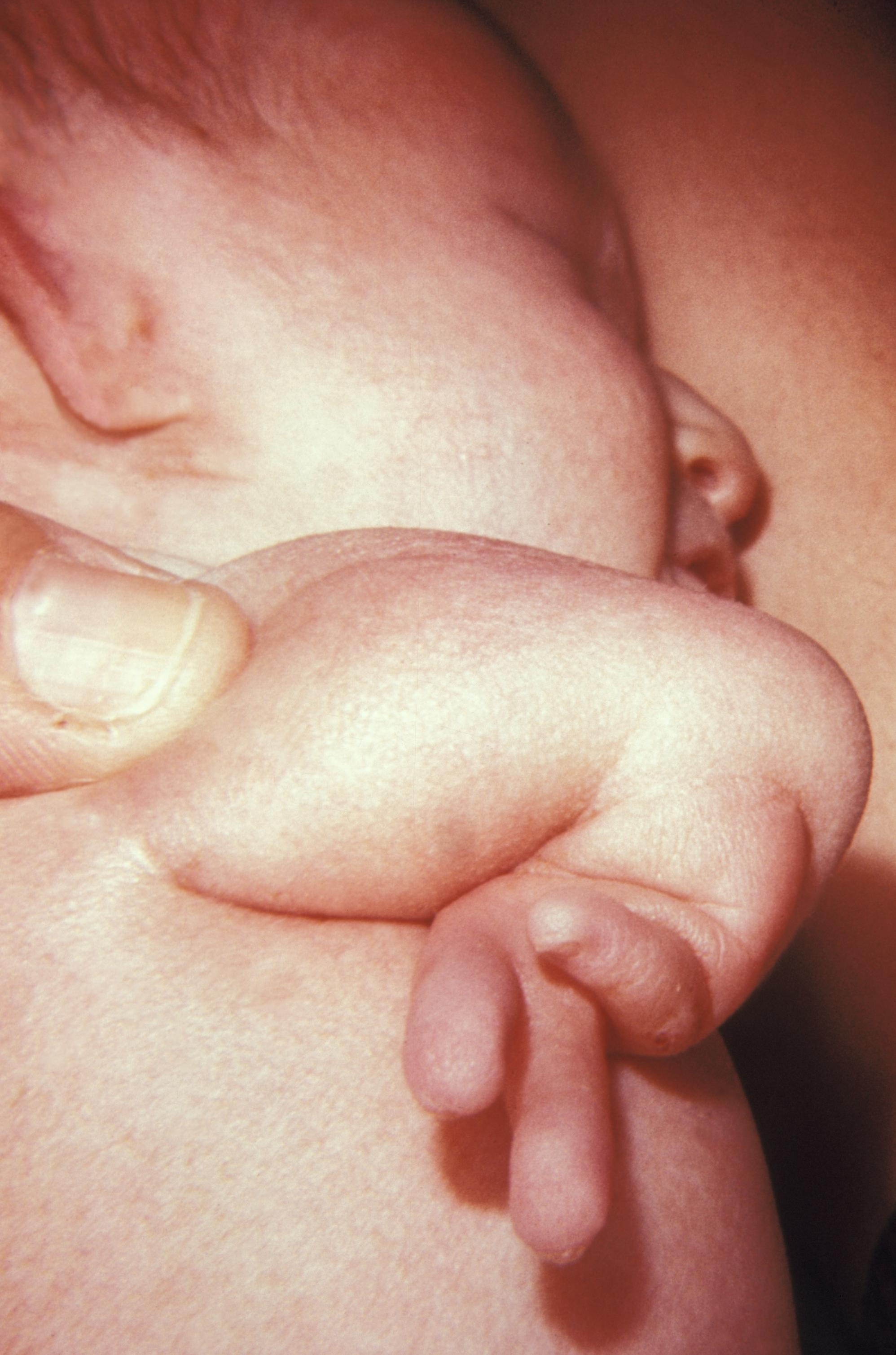
Dị tật chi bẩm sinh (ở tay)

VACTERL là sự kết hợp những chữ đầu trong tiếng Anh diễn tả một số trường hợp bất thường bẩm sinh: 
- V - Vertebral anomalies - Bất thường hay dị tật cột sống
- A - Anal atresia - Teo hậu môn
- C - Cardiovascular anomalies - Bất thường tim mạch, thường là thông liên thất
- T - Tracheoesophageal fistula - Lỗ dò thực quản - khí quản
- E - Esophageal atresia - Teo thực quản
- R - Renal (Kidney) hay là radial anomalies - Dị tật do thận
- L - Limb (Congenital disorder anomalies) - Dị tật chi, khuyết chi (thiếu chân hay tay)